# Gmina Grójec
Die Gmina Grójec ist eine Stadt-und-Land-Gemeinde im Powiat Grójecki der Woiwodschaft Masowien in Polen. Sitz des Powiat und der Gemeinde ist die gleichnamige Stadt mit etwa 16.750 Einwohnern.

## Geographie
Die Gemeinde liegt im Südwesten der Woiwodschaft. Nachbargemeinden sind Belsk Duży, Chynów (Powiat Grójecki), Jasieniec (Powiat Grójecki), Pniewy, Prażmów und Tarczyn.

## Geschichte
Die Landgemeinde wurde 1973 gebildet. Stadt- und Landgemeinde wurden 1990/1991 zur Stadt-und-Land-Gemeinde zusammengelegt. Ihr Gebiet gehörte bis 1975 zur Woiwodschaft Warschau. Es kam dann bis 1998 zur Woiwodschaft Radom, der Powiat wurde in dieser Zeit aufgelöst. Zum 1. Januar 1999 kam die Gemeinde zur Woiwodschaft Masowien und zum wiedererrichteten Powiat Grójecki.
Bis 1954 bestand die Gmina Kobylin als Landgemeinde. Sie wurde in Gromadas aufgelöst.

## Gliederung
Die Stadt-und-Land-Gemeinde Grójec gliedert sich in Dörfer mit 41 Schulzenämtern (sołectwa):
Bikówek
Częstoniew A
Częstoniew B
Dębie
Duży Dół
Falęcin
Głuchów
Grudzkowola
Gościeńczyce
Janówek
Kępina
Kobylin
Kociszew
Kośmin
Krobów
Las Lesznowolski
Lesznowola
Lisówek
Maciejowice
Marianów
Mieczysławówka
Mięsy
Mirowice-Parcela
Mirowice-Wieś
Pabierowice
Piekiełko
Podole
Skurów
Słomczyn
Szczęsna
Uleniec
Wola Krobowska
Wola Worowska
Worów
Wólka Turowska
Zakrzewska Wola
Zalesie
Załącze
Żyrówek

## Verkehr
Die wichtigsten Verkehrswege sind die Landesstraße DK7 (Europastraße 77) von Warschau nach Radom und die DK55 von Mszczonów nach Góra Kalwaria.
Der nächste internationale Flughafen ist der Warschau.
Bahnanschluss besteht nicht mehr.